# Salvador Arana
Salvador Arana Sus es un médico, político y exparamilitar colombiano condenado por homicidio, desaparición forzada y concierto para delinquir. Se desempeñó como gobernador del departamento de Sucre (2001 a 2004) y embajador de Colombia en Chile (2004 a 2005).
Antes de incursionar en la política y el crimen organizado, Arana Sus ejerció como médico en su región natal.
Durante su carrera política, Arana Sus fue director del Instituto Colombiano de Bienestar Familiar en Sucre y gerente del Departamento Administrativo de la Salud del mismo departamento. Gracias a su cercanía con el hacendado y político Álvaro García Romero fue elegido gobernador de Sucre entre 2001 y 2003. García y Arana desde mediados de los años 1990, junto con otros políticos de la región crearon y promovieron grupos paramilitares que llegaron a ser parte de las estructuras de las Autodefensas Unidas de Colombia (AUC) y que causaron asesinatos, desplazamientos, robo de tierras entre otros crímenes en la región.
Según investigaciones judiciales, Arana no solo colaboró con las AUC, sino que también formó parte activa de ellas antes de asumir la gobernación, utilizando su posición para fortalecer y financiar estas estructuras ilegales.

## Asesinato de Eudaldo Díaz
El asesinato de Eudaldo León Díaz Salgado, para entonces alcalde de El Roble, Sucre, ocurrió el 5 de abril de 2003, y se vinculó con la colaboración de Salvador Arana Sus con los grupos paramilitares, particularmente con el Bloque Montes de María de las AUC. Díaz Salgado fue secuestrado, torturado y asesinado por miembros de este bloque, que recibieron apoyo de Arana, quien usó su cargo como gobernador para facilitar su accionar. En un consejo comunal televisado presidido por el entonces presidente Álvaro Uribe Vélez, Díaz Salgado denunció en vivo que lo iban a matar, una amenaza que se materializó poco después. A pesar de las crecientes sospechas de la implicación en el asesinato, Arana fue nombrado por Uribe como embajador de Colombia en Chile en 2004. Sin embargo, tras las crecientes denuncias, entre ellas las del entonces parlamentario Gustavo Petro en el Congreso, quien públicamente lo vinculó con el asesinato y su relación con los paramilitares, Arana se dio a la fuga. Su huida se produjo en un momento de creciente presión pública debido a las acusaciones, y permaneció prófugo hasta ser capturado años más tarde.
Arana fue condenado por la Corte Suprema de Justicia por los delitos de desaparición forzada agravada, homicidio agravado y concierto para delinquir agravado, relacionados con el asesinato.

## Sometimiento a la JEP y libertad condicional
En 2023, la Jurisdicción Especial para la Paz (JEP) le otorgó la libertad transitoria y anticipada debido a sus aportes significativos a la verdad sobre los hechos cometidos entre 1996 y 2006. Sin embargo, en febrero de 2025, la JEP convocó a Arana a una audiencia de seguimiento para que detallara sus planes de reparación a las víctimas y respondiera sobre solicitudes relacionadas con la finca "Tierra Santa", donde se presume que podrían encontrarse restos de personas desaparecidas.